# 13 Exorcismes
Pour plus de détails, voir Fiche technique et Distribution.
13 Exorcismes (en espagnol 13 exorcismos) est un film espagnol réalisé par Jacobo Martínez et sorti en 2022.

## Fiche technique
Sauf indication contraire, les informations mentionnées dans cette section peuvent être confirmées par les bases de données cinématographiques IMDb et Allociné,  présentes dans la section « Liens externes ».
- Titre original espagnol : 13 exorcismos
- Titre français : 13 Exorcismes
- Réalisation :  Jacobo Martínez
- Scénario :
- Musique :
- Photographie :
- Montage :
- Production :
- Société de production :
- Distribution :
- Pays de production :  Espagne
- Langue originale : espagnol
- Genre : horreur
- Durée :
- Dates de sortie :
  - Espagne : 2022

## Distribution
- María Romanillos : Laura[1]
- José Sacristán : Padre Olmedo[1] (père Olmedo)
- Ruth Díaz : Carmen[2], mère de Laura
- Urko Olazabal : Tomás[2], père de Laura
- Pablo Revuelta : Jesús[2], frère de Laura
- Silma López : Lola[2]
- Alícia Falcó (es) : Mireia[2]
- Daniel Arias : Enrique[2]
- Uri Guitart : Arturo[2]
- Cristina Castaño : Asunción[2]